# Passer shelleyi
El pardal de Shelley (Passer shelleyi) és un ocell de la família dels passèrids (Passeridae).

## Hàbitat i distribució
Habita sabanes, terres de conreu i ciutats del sud del Sudan, Etiòpia, nord-oest de Somàlia, nord-est d'Uganda i nord-oest de Kenya.